# Campoplex tessellatus
Campoplex tessellatus är en stekelart som beskrevs av Julius Theodor Christian Ratzeburg 1852. Campoplex tessellatus ingår i släktet Campoplex och familjen brokparasitsteklar. Inga underarter finns listade.